# Liste der Bodendenkmäler in Krumbach (Schwaben)
Auf dieser Seite sind die Bodendenkmäler in der schwäbischen Stadt Krumbach zusammengestellt. Diese Tabelle ist eine Teilliste der Liste der Bodendenkmäler in Bayern. Grundlage ist die Bayerische Denkmalliste, die auf Basis des Bayerischen Denkmalschutzgesetzes vom 1. Oktober 1973 erstmals erstellt wurde und seither durch das Bayerische Landesamt für Denkmalpflege geführt wird. Die folgenden Angaben ersetzen nicht die rechtsverbindliche Auskunft der Denkmalschutzbehörde.

## Bodendenkmäler in Krumbach
| Lage                               | Objekt | Akten-Nr.     | Bild           |
| ---------------------------------- | --- | ------------- | -------------- |
| (Standort)                         | Grabhügel der Bronze- und Hallstattzeit. | D-7-7728-0007 |                |
| (Standort)                         | Grabhügel vorgeschichtlicher Zeitstellung. | D-7-7728-0008 |                |
| (Standort)                         | | D-7-7728-0009 |                |
| (Standort)                         | Viereckschanze der jüngeren Latènezeit. | D-7-7728-0010 |                |
| (Standort)                         | Viereckschanze der jüngeren Latènezeit. | D-7-7728-0011 |                |
| (Standort)                         | Grabhügel vorgeschichtlicher Zeitstellung. | D-7-7728-0012 |                |
| Raunauer Straße 24 (Standort)      | Mittelalterliche und frühneuzeitliche Befunde im Bereich der katholischen Filialkirche St. Ulrich in Krumbach-Hürben und ihrer Vorgängerbauten.                           | D-7-7728-0019 | weitere Bilder |
| (Standort)                         | Viereckschanze der jüngeren Latènezeit. | D-7-7728-0020 |                |
| (Standort)                         | Grabhügel vorgeschichtlicher Zeitstellung. | D-7-7728-0021 |                |
| (Standort)                         | Grabhügel der Hallstattzeit. | D-7-7728-0022 |                |
| (Standort)                         | Grabhügel vorgeschichtlicher Zeitstellung. | D-7-7728-0023 |                |
| (Standort)                         | Grabhügel vorgeschichtlicher Zeitstellung. | D-7-7728-0029 |                |
| (Standort)                         | Grabhügel vorgeschichtlicher Zeitstellung. | D-7-7728-0030 |                |
| (Standort)                         | Mittelalterlicher Burgstall und neuzeitliches Schloss. | D-7-7728-0031 |                |
| (Standort)                         | Verebnete Grabhügel vorgeschichtlicher Zeitstellung. | D-7-7728-0032 |                |
| (Standort)                         | Grabhügel der Hallstattzeit. | D-7-7728-0033 |                |
| (Standort)                         | Grabhügel vorgeschichtlicher Zeitstellung. | D-7-7728-0035 |                |
| (Standort)                         | Grabhügel vorgeschichtlicher Zeitstellung. | D-7-7728-0036 |                |
| (Standort)                         | Mittelalterlicher Burgstall | D-7-7728-0045 |                |
| Hauptstraße 2 (Standort)           | Mittelalterliche und frühneuzeitliche Befunde im Bereich der katholischen Pfarrkirche St. Leonhard in Billenhausen.                                                       | D-7-7728-0057 | weitere Bilder |
| Haseltalstraße 8 (Standort)        | Mittelalterliche Vorgängerbauten der katholischen Pfarrkirche St. Thomas von Canterbury in Edenhausen.                                                                    | D-7-7728-0059 | weitere Bilder |
| Pfarrgasse 4 (Standort)            | Mittelalterliche und frühneuzeitliche Befunde im Bereich der katholischen Pfarrkirche St. Maria und Allerheiligen in Niederraunau.                                        | D-7-7728-0062 | weitere Bilder |
| (Standort)                         | Mittelalterliche und frühneuzeitliche Befunde im Bereich des ehemaligen Schlosses in Niederraunau und seiner Vorgängerbauten, darunter mittelalterlicher Wasserburgstall. | D-7-7728-0063 |                |
| (Standort)                         | Mittelalterliche und frühneuzeitliche Befunde im Bereich der Kapelle St. Georg bei Niederraunau.                                                                          | D-7-7728-0064 | weitere Bilder |
| Burgberg 1, 2 (Standort)           | Mittelalterliche und frühneuzeitliche Befunde im Bereich des Schlosses in Krumbach und seiner Vorgängerbauten.                                                            | D-7-7728-0065 | weitere Bilder |
| Bischof-Sproll-Straße 1 (Standort) | Mittelalterliche und frühneuzeitliche Befunde im Bereich der Kapelle St. Felicitas in Krumbad und ihrer Vorgängerbauten.                                                  | D-7-7728-0067 | weitere Bilder |
| Kirchenstraße 18 (Standort)        | Mittelalterliche und frühneuzeitliche Befunde im Bereich der katholischen Stadtpfarrkirche St. Michael in Krumbach und ihrer Vorgängerbauten.                             | D-7-7728-0068 | weitere Bilder |
| Karl-Mantel-Straße 51 (Standort)   | Mittelalterliche und frühneuzeitliche Befunde im Bereich des Schlösschens Hürben.                                                                                         |               | weitere Bilder |
| Sankt-Otmar-Straße 4 (Standort)    | Mittelalterliche und frühneuzeitliche Befunde im Bereich der katholischen Pfarrkirche St. Otmar und Juliana in Attenhausen.                                               | D-7-7728-0070 | weitere Bilder |
| (Standort)                         | Frühneuzeitliche Befunde im Bereich der abgebrochenen Synagoge in Krumbach-Hürben.                                                                                        | D-7-7728-0093 |                |
| Löhle (Standort)                   | Archäologische Befunde im Bereich des neuzeitlichen jüdischen Friedhofs bei Krumbach.                                                                                     | D-7-7728-0094 | weitere Bilder |